# Sylwester Kretkowski
Sylwester (Lasota) Kretkowski herbu Dołęga (ur. 1504, zm. 1568) – kasztelan bydgoski i santocki.
Syn Mikołaja (zm. 1519/1520), wojewody inowrocławskiego, i Anny Pampowskiej, córki Ambrożego, wojewody sieradzkiego.
Brat: Erazma (zm. 1558), kasztelana brzeskiego, Grzegorza (zm. 1586), wojewody brzesko-kujawskiego, Andrzeja i Mikołaja. Trzykrotnie żonaty. Jedną z jego żon była Urszula córka Jerzego Konarskiego h. Awdaniec, kasztelana kaliskiego i międzyrzeckiego. 
Jego synowie: Andrzej i Grzegorz. Wcześniej żonaty z Zofią, córką Andrzeja Jaktorowskiego h. Poraj, kasztelana brzezińskiego. Z niej córki Katarzyna, późniejsza żona Stanisława Skóry Obornickiego h. Awdaniec, oraz Dorota żona Bronisza Grabi.
Urząd kasztelana bydgoskiego piastował w latach 1550-1563. Od 1563 na urzędzie kasztelana kruszwickiego.
Wśród jego dóbr majątkowych była Izbica Kujawska (1542), Kołęczyna i Sokołów (1557).